# 森島寬晃
森島寬晃（1972年4月30日—），已退役日本足球運動員，司職中場，前日本國家足球隊成員。

## 俱樂部生涯
1991年在东海大学附属第二高校毕业后，便一直效力大阪樱花，即使球队2001年降落日乙，很多球队邀请森岛加盟，但他仍一直效力大阪樱花长达17年。
2005年，大阪樱花在日职最后一场联赛落败，失落联赛锦标，他拥有5个亚军奖牌，但却未曾夺得过冠军奖杯。
自从去年3月颈部受伤后，森岛宽晃便经常进出医院。
日乙大阪樱花进攻中场森岛宽晃最近宣布会在季尾退役，不过他仍未正式退役，他将会努力完成今个球季。

## 國家隊生涯
1995年首获国家队征召，但当时的教练冈田武史并不重用他，1998年世界杯也只获得一次上阵机会。后来特鲁西埃上任，日本在2001年洲际国家杯取得银牌，并于2002年世界杯打入16强，森岛宽晃都作出重大的贡献，他更在世界杯对突尼西亚的分组赛射入首个入球。

## 外部連結
- National Football Teams （页面存档备份，存于）
- Japan National Football Team Database
- 森島寛晃オフィシャルサイト （页面存档备份，存于）
- モリシブログ[] - 公式ブログ
- 毎日放送番組表 2009年2月1日 （页面存档备份，存于）
- 日本職業足球聯賽中的森島寬晃 （日語）